# Algerijns handbalteam (mannen)
Het Algerijns handbalteam is het nationale team van Algerije voor mannen. Het team vertegenwoordigt de Fédération algérienne de handball (FAHB).

## Resultaten

### Olympische Spelen
| Jaar                                 | Resultaat               | Wed                     | W                       | G                       | V                       | DV                      | DT                      | DS                      |
| ------------------------------------ | ----------------------- | ----------------------- | ----------------------- | ----------------------- | ----------------------- | ----------------------- | ----------------------- | ----------------------- |
| 1936                                 | Geen deelname           | Geen deelname           | Geen deelname           | Geen deelname           | Geen deelname           | Geen deelname           | Geen deelname           | Geen deelname           |
| Niet georganiseerd van 1948 t/m 1968 |                         |                         |                         |                         |                         |                         |                         |                         |
| 1972                                 | Geen deelname           | Geen deelname           | Geen deelname           | Geen deelname           | Geen deelname           | Geen deelname           | Geen deelname           | Geen deelname           |
| 1976                                 | Geen deelname           | Geen deelname           | Geen deelname           | Geen deelname           | Geen deelname           | Geen deelname           | Geen deelname           | Geen deelname           |
| 1980                                 | 10e                     | 6                       | 1                       | 0                       | 5                       | 114                     | 152                     | −38                     |
| 1984                                 | 12e                     | 6                       | 0                       | 0                       | 6                       | 96                      | 130                     | −34                     |
| 1988                                 | 10e                     | 6                       | 1                       | 0                       | 5                       | 104                     | 130                     | −26                     |
| 1992                                 | Geen deelname           | Geen deelname           | Geen deelname           | Geen deelname           | Geen deelname           | Geen deelname           | Geen deelname           | Geen deelname           |
| 1996                                 | 10e                     | 6                       | 0                       | 1                       | 5                       | 121                     | 144                     | −23                     |
| 2000                                 | Geen deelname           | Geen deelname           | Geen deelname           | Geen deelname           | Geen deelname           | Geen deelname           | Geen deelname           | Geen deelname           |
| 2004                                 | Geen deelname           | Geen deelname           | Geen deelname           | Geen deelname           | Geen deelname           | Geen deelname           | Geen deelname           | Geen deelname           |
| 2008                                 | Geen deelname           | Geen deelname           | Geen deelname           | Geen deelname           | Geen deelname           | Geen deelname           | Geen deelname           | Geen deelname           |
| 2012                                 | Geen deelname           | Geen deelname           | Geen deelname           | Geen deelname           | Geen deelname           | Geen deelname           | Geen deelname           | Geen deelname           |
| 2016                                 | Geen deelname           | Geen deelname           | Geen deelname           | Geen deelname           | Geen deelname           | Geen deelname           | Geen deelname           | Geen deelname           |
| 2020                                 | Geen deelname           | Geen deelname           | Geen deelname           | Geen deelname           | Geen deelname           | Geen deelname           | Geen deelname           | Geen deelname           |
| 2024                                 | Toekomstige evenementen | Toekomstige evenementen | Toekomstige evenementen | Toekomstige evenementen | Toekomstige evenementen | Toekomstige evenementen | Toekomstige evenementen | Toekomstige evenementen |
| 2028                                 | Toekomstige evenementen | Toekomstige evenementen | Toekomstige evenementen | Toekomstige evenementen | Toekomstige evenementen | Toekomstige evenementen | Toekomstige evenementen | Toekomstige evenementen |
| Totaal                               | 4/14                    | 24                      | 2                       | 1                       | 21                      | 435                     | 556                     | −121                    |

### Wereldkampioenschappen
| Wereldkampioenschap | Wereldkampioenschap     | Wereldkampioenschap     | Wereldkampioenschap     | Wereldkampioenschap     | Wereldkampioenschap     | Wereldkampioenschap     | Wereldkampioenschap     | Wereldkampioenschap     |
| Jaar                | Resultaat               | Wed                     | W                       | G                       | V                       | DV                      | DT                      | DS                      |
| ------------------- | ----------------------- | ----------------------- | ----------------------- | ----------------------- | ----------------------- | ----------------------- | ----------------------- | ----------------------- |
| 1938                | Geen deelname           | Geen deelname           | Geen deelname           | Geen deelname           | Geen deelname           | Geen deelname           | Geen deelname           | Geen deelname           |
| 1954                | Geen deelname           | Geen deelname           | Geen deelname           | Geen deelname           | Geen deelname           | Geen deelname           | Geen deelname           | Geen deelname           |
| 1958                | Geen deelname           | Geen deelname           | Geen deelname           | Geen deelname           | Geen deelname           | Geen deelname           | Geen deelname           | Geen deelname           |
| 1961                | Geen deelname           | Geen deelname           | Geen deelname           | Geen deelname           | Geen deelname           | Geen deelname           | Geen deelname           | Geen deelname           |
| 1964                | Geen deelname           | Geen deelname           | Geen deelname           | Geen deelname           | Geen deelname           | Geen deelname           | Geen deelname           | Geen deelname           |
| 1967                | Geen deelname           | Geen deelname           | Geen deelname           | Geen deelname           | Geen deelname           | Geen deelname           | Geen deelname           | Geen deelname           |
| 1970                | Geen deelname           | Geen deelname           | Geen deelname           | Geen deelname           | Geen deelname           | Geen deelname           | Geen deelname           | Geen deelname           |
| 1974                | 15e                     | 3                       | 0                       | 0                       | 3                       | 38                      | 88                      | −50                     |
| 1978                | Geen deelname           | Geen deelname           | Geen deelname           | Geen deelname           | Geen deelname           | Geen deelname           | Geen deelname           | Geen deelname           |
| 1982                | 16e                     | 6                       | 0                       | 1                       | 5                       | 112                     | 145                     | −33                     |
| 1986                | 16e                     | 6                       | 0                       | 0                       | 6                       | 119                     | 151                     | −32                     |
| 1990                | 16e                     | 6                       | 0                       | 1                       | 5                       | 113                     | 128                     | −15                     |
| 1993                | Geen deelname           | Geen deelname           | Geen deelname           | Geen deelname           | Geen deelname           | Geen deelname           | Geen deelname           | Geen deelname           |
| 1995                | 16e                     | 7                       | 2                       | 0                       | 5                       | 146                     | 174                     | −28                     |
| 1997                | 17e                     | 5                       | 1                       | 2                       | 2                       | 103                     | 112                     | −9                      |
| 1999                | 15e                     | 6                       | 1                       | 1                       | 4                       | 123                     | 148                     | −25                     |
| 2001                | 13e                     | 6                       | 2                       | 1                       | 3                       | 128                     | 126                     | +2                      |
| 2003                | 18e                     | 5                       | 0                       | 2                       | 3                       | 119                     | 136                     | −17                     |
| 2005                | 17e                     | 5                       | 1                       | 1                       | 3                       | 138                     | 153                     | −15                     |
| 2007                | Geen deelname           | Geen deelname           | Geen deelname           | Geen deelname           | Geen deelname           | Geen deelname           | Geen deelname           | Geen deelname           |
| 2009                | 19e                     | 9                       | 4                       | 0                       | 5                       | 235                     | 272                     | −37                     |
| 2011                | 15e                     | 7                       | 3                       | 0                       | 4                       | 153                     | 162                     | −9                      |
| 2013                | 17e                     | 7                       | 3                       | 1                       | 3                       | 180                     | 173                     | +7                      |
| 2015                | 24e                     | 7                       | 0                       | 0                       | 7                       | 162                     | 218                     | −56                     |
| 2017                | Geen deelname           | Geen deelname           | Geen deelname           | Geen deelname           | Geen deelname           | Geen deelname           | Geen deelname           | Geen deelname           |
| 2019                | Geen deelname           | Geen deelname           | Geen deelname           | Geen deelname           | Geen deelname           | Geen deelname           | Geen deelname           | Geen deelname           |
| 2021                | 22e                     | 6                       | 1                       | 0                       | 5                       | 140                     | 180                     | −40                     |
| 2023                | 31e                     | 7                       | 1                       | 0                       | 6                       | 183                     | 233                     | −50                     |
| 2025                | Toekomstige evenementen | Toekomstige evenementen | Toekomstige evenementen | Toekomstige evenementen | Toekomstige evenementen | Toekomstige evenementen | Toekomstige evenementen | Toekomstige evenementen |
| 2027                | Toekomstige evenementen | Toekomstige evenementen | Toekomstige evenementen | Toekomstige evenementen | Toekomstige evenementen | Toekomstige evenementen | Toekomstige evenementen | Toekomstige evenementen |
| Totaal              | 16/28                   | 98                      | 19                      | 10                      | 69                      | 2192                    | 2599                    | −407                    |

Algerije · Angola · Benin · Burkina Faso · Burundi · Centraal-Afrikaanse Republiek · Congo-Brazaville · Djibouti · Congo-Kinshasa · Egypte · Ethiopië · Gabon · Gambia · Ghana · Guinee · Guinee-Bissau · Ivoorkust · Kaapverdië · Kameroen  · Kenia · Lesotho · Liberia · Libië · Madagascar · Mali · Mauritanië · Mauritius · Marokko · Mozambique · Namibië · Niger · Nigeria · Oeganda · Rwanda · São Tomé en Príncipe · Senegal · Seychellen · Sierra Leone · Somalië · Tsjaad · Soedan · Tanzania · Togo · Tunesië · Zambia · Zimbabwe · Zuid-Afrika · Zuid-Soedan